# Hidròxid de coure(II)

L'hidròxid de coure(II) és l'hidròxid del metall coure amb fórmula química Cu(OH)₂. L’hidròxid de coure(II) és de color blau pàl·lid i un sòlid gelatinós.

## Història
Aquest hidròxid es coneix des de l’antiguitat, fa uns 5.000 anys aC. però probablement els alquimistes van ser els primers a fabricar-lo. Això es va fer fàcilment mesclant solucions de lleixiu (hidròxids de sodi o de potassi) amb sulfat de coure(II), que s'nomenava vitriol blau.
Ja als segles XVII i XVIII se’n produïa a escala industrial per a ser usat en pigments com el blau verditier i el verd Bremen.

## Presència a la natura
L’hidròxid de coure(II) es troba en diferents minerals de coure, de manera més notable en l'azurita, malaquita, antlerita, i brochantita. L’hidròxid de coure(II) rarament es troba en un mineral sense combinar perquè lentament reacciona amb el diòxid de carboni de l’aire per formar carbonat de coure(II) bàsic.

## Síntesi
Es pot fer hidròxid de coure(II) afegint una petita quantitat d’hidròxid de sodi a una solució diluïda de sulfat de coure(II), CuSO₄ • 5H₂O. Un producte més pur s'obté afegint clorur d’amoni a la solució. Alternativament es pot fer hidròxid de coure per electròlisi de l’aigua que contingui un electròlit com hidrogenarbonat de sodi.
La pàtina del bronze i altres aliatges de coure és una mescla 1:1 d’hidròxid de coure(II), Cu(OH)₂, i carbonat de coure(II) CuCO₃."
2 Cu (s) + H₂O (g) + CO₂ (g) + O₂ (g) → Cu(OH)₂ (s) + CuCO₃ (s)

## Usos
Com a fungicida i nematicida. També com colorant de la ceràmica.
S'usa com a reactiu en laboratori com a catalitzador i agent oxidant.
Barrejat amb làtex s'ha fet servir per controlar i millorar el creixement de les arrels de les plantes en testos.